# Noureddine Daham
Noureddine Daham (Orán, 1977. november 15. –) algériai labdarúgó, az élvonalbeli ASO Chlef csatára.